# Janji Matogu (Onan Runggu)
Janji Matogu is een bestuurslaag in het regentschap Samosir van de provincie Noord-Sumatra, Indonesië. Janji Matogu telt 396 inwoners (volkstelling 2010).